# Rayno Seegers
Rayno Seegers (Pretoria, 29 febbraio 1952) è un ex tennista sudafricano.

## Carriera
Nei tornei del Grande Slam ha ottenuto il suo miglior risultato raggiungendo i quarti di finale di doppio misto a Wimbledon nel 1974, in coppia con la statunitense Carrie Meyer.